# Boulez Conducts Zappa: The Perfect Stranger
Boulez Conducts Zappa: The Perfect Stranger a címe Frank Zappa 1984-ben megjelent kamarazenei nagylemezének – Pierre Boulez vezényli az Ensemble InterContemporaint (a lemez jellemzően csak The Perfect Stranger-ként ismert).

## A lemez számai
Minden darab szerzője Frank Zappa.
1. "The Perfect Stranger" – 12:42
2. "Naval Aviation in Art?" – 2:28
3. "The Girl in the Magnesium Dress" – 3:27
4. "Dupree's Paradise" – 7:53
5. "Love Story" – 1:00
6. "Outside Now Again" – 4:06
7. "Jonestown" – 7:07

## A lemezről
Boulez a lemez három felvételén vezényel, ezek: "The Perfect Stranger", "Naval Aviation in Art?" és "Dupree's Paradise"; a felvételek Párizsban, az IRCAM-ban készültek 1984. január 10-11. között. A darabokat előadó Ensemble InterContemporain zenei igazgatója akkor Eötvös Péter volt (bár a felvételek készítésekor nem volt jelen), a zenészek között megtaláljuk Hadady Lászlót (oboa). A címadó szerzemény Boulez felkérésére született, ami utalásokat tartalmaz a '71-es 200 Motels-re.
A többi négy szerzemény előadója a "The Barking Pumpkin Digital Gratification Consort" ("Ugató Tök Digitális Elbűvölésügyi Társulat"), ami valójában Zappa Synclavierjér jelenti. Az "Outside Now Again" az 1979-es Joe’s Garage albumon hallható "Outside Now" című gitárszóló synclavier-átirata. A "The Girl in the Magnesium Dress" Zappa elmondása szerint "digitális szemétből" készült.
A lemez egyes számai más albumokon:
- "Naval Aviation in Art?" – Orchestral Favorites, Greggery Peccary & Other Persuasions;
- "The Girl in the Magnesium Dress" – The Yellow Shark
- "Dupree's Paradise" – You Can’t Do That on Stage Anymore Vol. 2, Make a Jazz Noise Here,

## A borító
A The Perfect Stranger, a Francesco Zappa és a dupla Them or Us-nak a borítójához is egy Amerikai művész: Donald Roller Wilson festményeit használták fel. Mindegyik borítón Patrícia kutya látható sötét napszemüvegben, piros ruhában, fehér gallérral. Minden festményen egy (vélhetőleg a befejezéséhez köthető) dátum, sorszám és időpont volt olvasható, amit egy változó hosszúságú, de mindenképpen eléggé sajátos és  rejtélyes cím tett teljessé, csupa nagybetűvel. A Them Or Us-on Patrícia egy fal előtt áll, mellette kétoldalt két kis faliállvány, az egyiken egy Heinz kecsöpös üveg, a másikon egy tejjel teli cumisüveg látható – ez utóbbi áll a The Perfect Stranger borítóján Patrícia gyerekszéke mellett a rendetlen asztalon.

## A közreműködők

### Zenészek
- Pierre Boulez – karmester
- Eötvös Péter– zenei igazgató
- Laurence Beauregard – fuvola
- Sophie Cherrier – fuvola
- Hadady László – oboa
- Didier Pateau – oboa

- Pierre-Laurent Aimard – Piano
- Guy Arnaud – Clarinet (Bass)
- Lawrence Beauregard – Flute

- Daniel Ciampolini – Percussion
- Antoine Curé – Trumpet
- Ensemble Intercontemporain – Orchestra

- Jacques Ghestem – Violone
- Don Hunstein – Photography
- Marie-Claire Jamet – Harp

### Technikai stáb
- John Matousek – Mastering
- Paul Meyer – Clarinet
- Jerôme Naulais – Trombone
- David Ocker – Programming
- Bob Stone – Remixing
- Frank Zappa – Synclavier, Producer, Liner Notes